# N-(3-(Dimethylamino)propyl)stearamid
N-[3-(Dimethylamino)propyl]stearamid ist eine chemische Verbindung aus der Gruppe der Amidoamine.

## Gewinnung und Darstellung
N-[3-(Dimethylamino)propyl]stearamid kann durch Reaktion von Stearinsäure mit Dimethylaminopropylamin gewonnen werden.

## Verwendung
N-[3-(Dimethylamino)propyl]stearamid wird als Conditioner und Emulgator in Haarpflegeprodukten und Kosmetika verwendet.